# 口吉川町東
口吉川町東（くちよかわちょうひがし）は、兵庫県三木市の大字。旧・美嚢郡口吉川村大字東。郵便番号は673-0733。

## 地理
口吉川地区の西側に位置している。東側は口吉川町保木、西側は口吉川町馬場・口吉川町蓮花寺、南側は細川町中里、北側は口吉川町桾原と接する。

## 歴史
戦国時代に開発されたが、小規模なものであって放置されていた時があった。現代の開発以前は口吉川町馬場に続く荒地であった。

### 地名の由来
衣笠氏の馬場の東側に当ることで名付けられた。

### 沿革
- 1954年6月1日 - 三木市を新設し、美嚢郡口吉川村大字東から三木市口吉川町東に改称する。

### 字域の変遷
| 実施前               | 実施年       | 実施後           |
| -------------------- | ------------ | ---------------- |
| 美嚢郡口吉川村大字東 | 1954年6月1日 | 三木市口吉川町東 |

## 世帯数と人口
2022年（令和4年）2月28日現在の世帯数と人口は以下の通りである。
| 町丁       | 世帯数 | 人口 |
| ---------- | ------ | ---- |
| 口吉川町東 | 19世帯 | 54人 |

## 小・中学校の学区
市立小・中学校に通う場合、学区は以下の通りとなる。
| 番地 | 小学校               | 中学校             |
| ---- | -------------------- | ------------------ |
| 全域 | 三木市立口吉川小学校 | 三木市立星陽中学校 |

## 交通
地内に公共交通機関は通っていない。

## 施設
- 東公民館